# Cornus darvasica
Cornus darvasica är en kornellväxtart som först beskrevs av Antonina Ivanovna Pojarkova, och fick sitt nu gällande namn av Pilip.. Cornus darvasica ingår i släktet korneller, och familjen kornellväxter. Inga underarter finns listade i Catalogue of Life.